# Cephalodella vitella
Cephalodella vitella är en hjuldjursart som beskrevs av Wulfert 1956. Cephalodella vitella ingår i släktet Cephalodella och familjen Notommatidae. Inga underarter finns listade i Catalogue of Life.